# Le Journal des femmes
Le Journal des femmes est un site féminin français fondé en 2003 et dépendant du Figaro. Début 2018 le site affiche une audience de treize millions de visiteurs uniques par mois en France selon Médiamétrie. Le site fait l'objet depuis le 29 mars 2018 d'une déclinaison en magazine papier disponible en kiosque et possédant environ 140 pages.

## Histoire
Le Journal des femmes a été lancé en 2003 par Corinne et Christophe Delaporte, fondateurs de Benchmark Group. En 2010 Benchmark Group a été acquis par Quidéa SARL, société éditrice de Comment ça marche. L'ensemble résultant de la fusion s'est ensuite appelé CCM Benchmark, actuel éditeur du Journal des femmes. En juin 2012, Le Journal des femmes a été décliné en une version en langue arabe, le site Hayatouki. À la suite de ce lancement, une version italienne (Magazine delle Donne) et brésilienne (A Revista da Mulher) du journal ont été lancées en 2015.

## Contenu
Sous la direction d’Ada Mercier, le site fonctionne avec 15 rédactrices et à travers 12 thématiques. Le site est articulé en plusieurs chaînes.